# Анміцу
Анмі́цу (яп. あんみつ) — традиційний популярний японський десерт.
Виготовлений з маленьких кубиків агару, білого напівпрозорого желе, зробленого з водоростей. Зазвичай подається в мисці разом із солодкою квасолевою пастою («анко», звідки походить «ан» перша частина «анміцу»), вареною квасолею та різноманітними фруктами. Як правило, це шматочки дині, мариновані апельсини, ананаси, консервовані фрукти, полуниця та інші, в залежності від сезону та наявності. Традиційно анміцу подається до столу з невеликою чашкою солодкого чорного сиропу, або «міцу» (остання частина слова «анміцу»), яким поливають желе перед тим, як його з'їсти. Їдять анміцу ложкою або виделкою. Це холодний десерт, тому подається під час спекотного літнього дня.